# Euchromia butleri
Euchromia butleri là một loài bướm đêm thuộc phân họ Arctiinae, họ Erebidae.